# Megan Gallagher
Megan Gallagher (Reading (Pennsylvania), 6 februari 1960) is een Amerikaanse actrice.

## Biografie
Gallagher is geboren in Reading (Pennsylvania) maar groeide op in Wyomissing met haar ouders, drie broers en twee zussen, haar moeder was model. Zij was al op vijfjarige leeftijd met acteren bezig en wist dat zij actrice wilde worden, op de high school volgde zij acteerlessen. Na de high school verhuisde zij naar New York om te gaan studeren aan de Julliard School en verscheen daar voor het eerste keer op de planken op Broadway in het toneelstuk A Few Good Men (waar de film A Few Good Men vanaf is geleid). Na haar slagen op Julliard School met een bachelor ging zij werken met John Houseman's Acteer Bedrijf en kreeg al snel rollen in films en televisieseries. Zij besloot om te verhuizen naar Los Angeles om haar carrière een nieuw impuls te geven maar dit liep niet als gedacht, zij kreeg op een moment zo weinig werk dat zij bijna besloot om haar carrière te beëindigen en een studie rechten te gaan volgen. Toen kreeg zij een terugkomende rol in de televisieserie Hill Street Blues en daarna ging het in sneltreinvaart bergopwaarts.  
Gallagher begon in 1984 met acteren voor televisie in de televisieserie Buffalo Bill, hierna heeft zij nog meerdere rollen gespeeld in televisieseries en films zoals Hill Street Blues (1986-1987), The Ambulance (1990), Millennium (1996-1999), Van Wilder (2002), Life As We Know It (2004-2005) en 24 (2007).
Gallagher is sinds 2001 getrouwd met acteur Jeff Yagher en zij hebben samen uit dit huwelijk twee kinderen (tweeling).

## Filmografie

### Films
- 2017 Last Rampage: The Escape of Gary Tison - als mrs. Cooper
- 2016 Double Mommy - als Tricia Bell
- 2016 Get a Job - als Abbey Davis
- 2011 Alyce – als Ginny
- 2005 Best Friends – als Beth Gering
- 2005 Mr. & Mrs. Smith – als vrouw van 40
- 2004 Homeland Security – als Margaret
- 2003 A Time to Remember – als Valetta Calhoun
- 2003 Inhabited – als Meg Russell
- 2003 1st to Die – als Jill Barnhart
- 2002 Blind Obsession – als Rebecca Rose
- 2002 Van Wilder – als Holyoke Hottie
- 2002 Contagion – als dr. Diane Landis
- 1999 Lethal Vows – als Lorraine Farris
- 1998 Like Father, Like Santa – als Elyse Madison
- 1996 Crosscut – als Anna Hennessey
- 1996 Abducted: A Father's Love – als Veronica
- 1995 Trade-Off – als Karen Hughes
- 1995 Ripple – als ??
- 1995 Breaking Free – als Annie Sobel
- 1991 …And Then She Was Gone – als Laura McKillin
- 1990 The Ambulance – als Sandra Malloy
- 1989 Champagne Charlie – als Pauline
- 1984 At Your Service – als Audrey Ritter
- 1984 Sins of the Past – als Ellen Easton

### Televisieseries
Uitgezonderd eenmalige gastrollen.
- 2022 Borrasca - als Leah Dixon - 3 afl.
- 2019 - 2021 NCIS - als ondersecretaris van defensie Jennifer Leo - 3 afl.
- 2013 - 2018 Suits - als Laura Zane - 5 afl.
- 2007 24 – als Jillian Wallace – 4 afl.
- 2006 7th Heaven – als moeder van Rose – 2 afl.
- 2004 – 2005 Life As We Know It – als Leslie Miller – 4 afl.
- 1996 – 1999 Millennium – als Catherine Black – 44 afl.
- 1995 – 1996 Nowhere Man – als Alyson Veil – 4 afl.
- 1996 ER – als Kathy Snyder – 2 afl.
- 1992 – 1995 The Larry Sanders Show – als Jeannie Sanders – 14 afl.
- 1991 – 1992 Pacific Station – als detective Sandy Calloway – 5 afl.
- 1988 – 1991 China Beach – as Wayloo Marie Holmes – 17 afl.
- 1987 – 1988 The Slap Maxwell Story – als Judy Ralston – 14 afl.
- 1986 – 1987 Hill Street Blues – als officier Tina Russo – 17 afl.
- 1984 George Washington – als Peggy Shippen – miniserie

### Theaterwerk opBroadway
- 1993-1994 Angels in America: Perestroika - als Harper Pitt (understudy)
- 1993-1994 Angels in America: Millennium Approaches - als Harper Pitt / Martin Heller (understudy)
- 1989-1991 A Few Good Men - als luitenant-commandant Joanne Galloway

### Theaterwerk opoff-Broadway
- A Few Good Men
- Angels in America – als Harper Pitt
- All's Well That Ends Well
- Oliver!
- Miss Julie
- Cyrano de Bergerac
- Twelfth Night
- Cat on a Hot Tin Roof – als Maggie
- The Constant Wife – als Constance Middleton

- Biblioteca Nacional de España: XX1275118
- Bibliothèque nationale de France: cb14179832b (data)
- Gemeinsame Normdatei: 1326782932
- International Standard Name Identifier: 0000 0000 5935 3071
- Library of Congress Control Number: no96042330
- Nederlandse Thesaurus van Auteursnamen: 165901101
- Système universitaire de documentation: 184281504
- Virtual International Authority File: 22351868